# 桑植蛙
桑植蛙（学名：Rana sangzhiensis）也称桑植趾沟蛙，为蛙科蛙属的两栖动物。在中国大陆，分布于湖南等地。该物种的模式产地在湖南桑植。
2020年研究人员将中国四川省洪雅县发现的明全蛙（Rana zhengi）修订为本种的次定同物异名。

## 形态特征
桑植蛙雄蛙体长43.3～50.3豪米，雌蛙体长50.4～53.4毫米。皮肤较光滑，体色变异较大，背面呈暗黄绿色至黑褐色，腹面为淡黄色；一般雄蛙体色较淡，雌蛙稍深。